# Варфоломеевская улица
Варфоломе́евская улица — улица в Невском районе Санкт-Петербурга, ограничена улицей Седова и землеотводом московской ветки Октябрьской железной дороги. Длина 667 м.

## История
Название Варфоломеевская улица известно с 1903 года, происходит от фамилии домовладельца, потомственного почётного гражданина С. Г. Варфоломеева.

## Достопримечательности
- В доме 15 по Варфоломеевской улице расположен Центральный государственный архив Санкт-Петербурга[3].
- Поблизости от Варфоломеевской улицы находится Ивановский карьер.

## Пересекает следующие улицы
- Белевский проспект